# LegalDocML
Акома Нтосо (также XML AKN, LegalDocML) — формат для представления нормативных актов и судебной практики в форме структурированных данных.
Стандарт был разработан в рамках проекта Департамента по экономическим и социальным вопросам ООН «Africa i-Parliament Action Plan» и принят OASIS.
«Акома нтосо» означает «связанные сердца» на аканских языках.
Федеральное министерство внутренних дел и родины Германии при участии других высших федеральных органов Германии под названием LegalDocML.de разрабатывает свой подвариант стандарта.